# SS Morro Castle
SS Morro Castle je bila potniška prekooceanska ladja, ki je bila leta 1930 zgrajena za družbo Ward Line. Ladja je plula na poti iz New Yorka v Havano na Kubi. Ime je dobila po trdnjavi Morro Castle. 8. septembra 1934 je ladjo na poti iz Havane proti New Yorku zajel velik požar, zaradi katerega je umrlo 137 potnikov in članov posadke. Razburkano morje je ladjo potisnilo na obalo, kjer je nasedla pred parkom Asbury. Leta 1935 so ladjo odvlekli in jo prodali za staro železo. 
Uničajoči požar na ladji Morro Castle je privedel do izboljšanja požarne varnosti na ladjah. 

## Opis ladje
SS Morro Castle je bila zgrajena v obdobju recesije kot luksuzna potniška ladja. V Newport News Shipbuilding and Dry Dock Company so jo začeli graditi januarja 1929. Marca 1930 je bila ladja dokončana in krščena, maja pa so dokončali tudi njeno sestrsko ladjo, SS Oriente. Ladji sta bili dolgi 155 m in sta imeli izpodriv 11.520 ton. Na Morro Castlu je bilo prostora za 489 potnikov v dveh razredih, prvem in turističnem. Ladjo je oskrbovala posadka, ki je štela 240 mož. Ocenjena vrednost ladje je bila 5 milijonov ameriških dolarjev.
Morro Castle je prvič zaplula proti Kubi 23. avgusta 1930, za pot pa je potrebovala 59 ur. Poveljeval ji je kapitan Robert Wilmott.

## Nesreča

### Razmere na ladji
Kljub svoji navidezni razkošnosti Morro Castle ni bil ugledna ladja. Svetovna kriza je zahtevala zmanjševanje stroškov, kar je imelo za posledico nizke plače mornarjev tudi na Morro Castlu. Tudi prehrana je bila tako slaba, da se je posadka kmalu začela upirati.
Posledica slabih plač je bil razmah tihotapstva med posadko, ki je iz Kube začela množično tihotapiti mamila, predvsem heroin in kokain, poleg tega pa so mornarji na veliko tihotapili tudi kubanski rum.
Morro Castle je bil tudi odlična priložnost za politične begunce in ilegalce, ki so se hoteli pritihotapiti v Združene države Amerike. Eden takih je bil tudi kubanski general Julio Herrera, ki je pred čistkami v domovini zbežal iz države leta 1932. Kasneje je priznal, da je članu posadke plačal 5000 dolarjev, da ga je skril v ladijsko vinsko klet. Herreri so kasneje v ZDA priznali politični azil.
Wilmott na zadnji plovbi Morro Castla ni imel proti sebi le jeznih in maščevalnih mornarjev, marveč se je moral pričkati tudi z ladijskimi častniki, ki jim ni zaupal in se jih je bal, poleg tega pa je bila večina od 318 potnikov pijanih. Zadnja plovba Morro Castla je bila namreč nekakšna krinka za skupino bogatih poslovnežev iz Brooklyna, ki so se skrivali pod identiteto članov nemško-ameriškega pevskega društva Concordia, v resnici pa so odšli na Kubo popivat.

### Smrt kapitana Wilmotta
Zadnje praznovanje na ladji je pokvarila nenadna kapitanova bolezen. Kapitan, ki je začel po večerji tožiti nad bolečinami v trebuhu, se je umaknil v svojo kabino, kjer so ga čez nekaj ur našli mrtvega. Ladijski zdravnik je za možen vzrok smrti v poročoli navedel srčni zastoj zaradi »akutnih prebavnih motenj«.
Poveljstvo nad ladjo je tako prevzel prvi častnik Warms, ki je o kapitanovi smrti takoj obvestil ladijsko družbo Ward Line, ki je bila lastnik Morro Castla. Nato se je posvetil ugotavljanju ladjinega položaja in takoj naletel na težavo. Ladja je zašla v divje neurje z visokimi valovi, ki so se dvigali čez kljun, tako da so morali oba turbinska motorja pognati na vso moč, da bi kljub viharnemu morju ohranili hitrost 21 vozlov in se tako držali voznega reda.
V knjižnici so se medtem pijani potniki zabavali z metanjem cigaretnih ogorkov v koše za smeti, dokler se ni vžgala preproga in jih je stražar Art Bagley pregnal. Naglo je pogasil plamene in preiskal knjižnico, da ne bi prišlo do požara. Morro Castle je bil namreč požarno močno ogrožena ladja. Celo njene jeklene plošče so bile prepleskane s štirinajstimi plastmi barve. Vse kabine, jedilnica, plesna dvorana, salon in knjižnica so bili polni oblazinjenih stolov in preprog ter obiti z debelimi lesenimi opaži.

### Požar
Okoli 2:50, le nekaj minut potem, ko je stražar Bagley pregledal knjižnico, se je potnik Paul Arneth v pižami odpravil iskat svojega prijatelja, ki ga ni bilo v kabino. Odprl je tudi vrata v knjižnico in opazil dim, ki je uhajal izpod velike omare, kjer je bilo shranjenih 150 rezervnih odej, ki, tako so kasneje ugotavljali, so se vžgale od vročine dimnika, ki je odvajal izpušne pline dveh velikih ladijskih motorjev.
Ogenj se je kmalu razširil po knjižnici in zajel lesene površine. V paniki, ki se je razširila na poveljniškem mostu je Warms ukazal odpreti vse tri hidrante na ladji. To je povzročilo pomanjkanje vode in premajhen pritisk v knjižnici, ki je zdaj mornarji niso mogli pogasiti. Morro Castle je medtem plul naprej s polno hitrostjo 21 vozlov v svoji začetni smeri in proti vetru, kar je kot mogočen naraven meh razpihovalo ogenj. Kmalu so plameni zajeli glavni krov.

### Konec
Kljub mogočnemu požaru je poskušal Warms doseči New Yorško pristanišče, kar je povzročilo upor mornarjev. Warmsu so odvzeli pooblastila in začeli spuščati sidro. Morro Castle je bil takrat kakih deset kilometrov oddaljen od obale pri Sea Girtu, ura pa je bila že skoraj tri zjutraj. Ob 3:13 je radiotelegrafist Rogers s svojim radiom ujel klic ladje Andrea Luckenbach, ki je neko obrežno postajo spraševala, ali kaj vedo o ladji, ki gori nekje v bližini. Rogers, ki z mostu še vedno ni dobil nobenega ukaza, naj pošlje klic na pomoč, je lahko odtipkal le »CQ«, znak za »čakajte«, in ga trikrat ponovil. Večji del posadke in potnikov pa se je takrat že na svojo pest poskušal rešiti z goreče ladje.
Kljub Rogersovemu »CQ« so Andrea Luckenbach, Monarch of Bermuda, President Cleveland, City of Savannah, patruljna ladja obalne straže Tampa in rušilec vojne mornarice Chester zapluli proti Morro Castlu.
Ukaz Rogersu, naj pošlje v eter signal »SOS« je prišel šele ob 3:20, čeprav je bilo za to že davno prepozno. Z desnega boka so spustili nekaj rešilnih čolnov, na levem boku pa so bili plameni tako srditi, da se mu sploh ni bilo mogoče več približati.
Prva ladja, ki je prispela do gorečega Morro Castla je bil Andre Luckenbach, ki je pobral 11 brodolomcev, ki so jih valovi nosili proti odprtemu morju. Naslednji je prispel President Cleveland. Z njega so v morje spustili dva rešilna čolna in njegovi mornarji so poldrugo uro preiskovali okolico goreče ladje, vendar niso našli nobenega preživelega. City of Savannah je pobral enega samega, Margaret Cotter, ki je bila v morju že pet ur. Tudi ladjica newjerseyjske obalne straže je na odprtem morju pobirala brodolomce. Kar 70 jih je zvozila na Luckenbach, potem pa sama nadaljevala z iskanjem.
Nekaterim brodolomcem se je posrečilo priplavati na obalo pri Sea Girtu. Na pomoč so jim prihiteli tamkajšnji prebivalci, ki so videli stebre dima nad gorečim Morro Castlom.

## Epilog
Nesreča Morro Castla je bila ena prvih tovrstnih tragedij, ki so jo v živo spremljali tudi mediji. Številna manjša letala so krožila nad gorečo razbitino ter po radiu pošiljala poročila za tisk in se neposredno oglašala v radijski program, kar je v Asbury Park, mestece, v bližini katerega je ležal ožgani Morro Castle, privabilo še več radovednežev.
Od 318 potnikov jih je umrlo 90, od 231 članov posadke pa 44. Nekatera poročila so govorila, da se je posadka vedla neodgovorno, da je reševala predvsem svojo kožo in pozabila na svojo prvo nalogo, pomagati potnikom. Vendar so glavno krivdo nosili častniki, ki niso ukrepali odločno, da bi reševanje potekalo disciplinirano in bi pomirili panične ljudi. Slabo je bilo predvsem reševanje z rešilnimi čolni. Enega so spustili s trinajstimi, drugega z le tremi potniki, čeprav je bilo v vsakem prostora za 70 ljudi. Le osem rešilnih čolnov s 85 brodolomci pa se je prebilo na obalo.
Naslednji dan je patruljna ladja obalne straže, Tampa, poskušala rešiti Morro Castle vendar je razburkano morje pretrgalo vlečne vrvi in visoki valovi so Morro Castle potisnili proti obali, kjer je nasedel na plitvini pred Asbury Parkom in postal za več mesecev turistična atrakcija. Marca 1935 so ga odvlekli v Baltimore in ga tam razžagali za staro železo.

## Preiskava nesreče
V preiskavi so ugotovili, da je katastrofo povzročil »spontan vžig«, točnega povzročitelja pa niso mogli določiti. Morda je požar res izbruhnil zaradi pregrevanja ladijskega dimnika v bližini stene ladijske knjižnice, zaradi česar se je vnel leseni opaž, med ljudmi pa je kmalu začelo krožiti več zgodb, od katerih je bila ena ta, da so kapitana ubili mornarji in nalašč zažgali ladjo. Razplet zgodbe je sledil na zveznem sodišču, kjer so zaradi slabega vodenja, malomarnosti in zanemarjanja dolžnosti za kriva spoznali prvega častnika Warmsa in glavnega inženirja Abbota, vendar sta oba dobila le pogojne kazni.